# Mirosława Bobrowska
Mirosława Teresa Bobrowska z domu Deptuła (ur. 24 stycznia 1932 w Ostrówku, zm. 10 kwietnia 2017 w Puszczykowie) – polska nauczycielka, folklorystka i etnochoreograf.

## Życiorys
Urodziła się w Ostrówku koło Pułtuska. Ojciec Stanisław Deptuła i matka Helena zd. Machnikówna byli nauczycielami. Miała 5 rodzeństwa: Marię, Irenę, Bogdana, Krzysztofa i Wiesława.
W latach 1951–1954 studiowała w Wyższej Szkole Ekonomicznej w Poznaniu (obecnie Uniwersytet Ekonomiczny w Poznaniu) na Wydziale Handlu, specjalizacja ekonomika handlu. W 1956 roku rozpoczęła studia magisterskie w trybie eksternistycznym. 
Od 1951 roku pracowała w Technikum Przemysłu Odzieżowego Ministerstwa Przemysłu Lekkiego w Poznaniu. Pracowała jako kierowniczka zajęć pozalekcyjnych, a następnie do przejścia na emeryturę jako starszy wizytator do spraw kultury dzieci i młodzieży oraz wychowania pozalekcyjnego w poznańskim Kuratorium.
W 1968 założyła przy Zespole Szkół Odzieżowych w Poznaniu – klub Pro Sinfonika. Od 1976 była ekspertem Ministerstwa Kultury i Sztuki do spraw folkloru tanecznego, zaś od 1978 ekspertem polskiej sekcji Międzynarodowej Rady Stowarzyszeń Folklorystycznych, Festiwali i Sztuki Ludowej (CIOFF). W 1990 została uhonorowana Nagrodą i Medalem im. Oskara Kolberga. W 2013 została odznaczona Srebrnym Medalem „Zasłużony Kulturze Gloria Artis”. Jej archiwum decyzją rodziny zostało przekazane do Instytutu Etnologii i Antropologii Kulturowej Uniwersytetu im. Adama Mickiewicza w Poznaniu.

## Życie prywatne
W 1955 poślubiła Dobiesława Bobrowskiego, profesora nauk matematycznych, wykładowcę Politechniki Poznańskiej i Uniwersytetu im. Adama Mickiewicza w Poznaniu.
Para miała troje dzieci: córki Lubomirę, Dobrosławę i syna Przemysława. Zmarła 10 kwietnia 2017 roku w Puszczykowie, została pochowana w rodzinnym grobie na tamtejszym cmentarzu.